# Jade (película)
Jade (en Hispanoamérica conocida como Jade: La piel del deseo) es una película de suspense estadounidense de 1995 escrita por Joe Eszterhas, producida por Robert Evans, dirigida por William Friedkin y protagonizada por Linda Fiorentino, David Caruso, Chazz Palminteri, Richard Crenna y Michael Biehn. La banda sonora fue compuesta por James Horner, basado en una canción compuesta por Loreena McKennitt.

## Sinopsis
David Corelli, el asistente del fiscal de San Francisco, asiste a una elegante fiesta donde están sus amigos, Matt y su esposa Tina, una hermosa y seductora psiquiatra. Mientras está allí, David recibe una misteriosa llamada en la que le informan que un reconocido multimillonario ha sido asesinado de manera brutal en su propia casa.

## Reparto
- David Caruso es David Corelli.
- Linda Fiorentino es Katrina Gavin/Jade.
- Chazz Palminteri es Matt Gavin.
- Richard Crenna es Lew Edwards.
- Michael Biehn es Bob Hargrove.
- Angie Everhart es Patrice Jacinto.
- Holt McCallany es Bill Barrett.
- Ken King es Petey Vesko.
- Donna Murphy es Karen Heller.
- Kevin Tighe es Arnold Clifford.
- Victor Wong es el señor Wong.

## Recepción
La cinta no fue bien recibida por la crítica. Obtuvo dos nominaciones a los Premios Razzie, en las categorías de Peor guion y Peor nueva estrella (para David Caruso).